# Ernst Gerlach

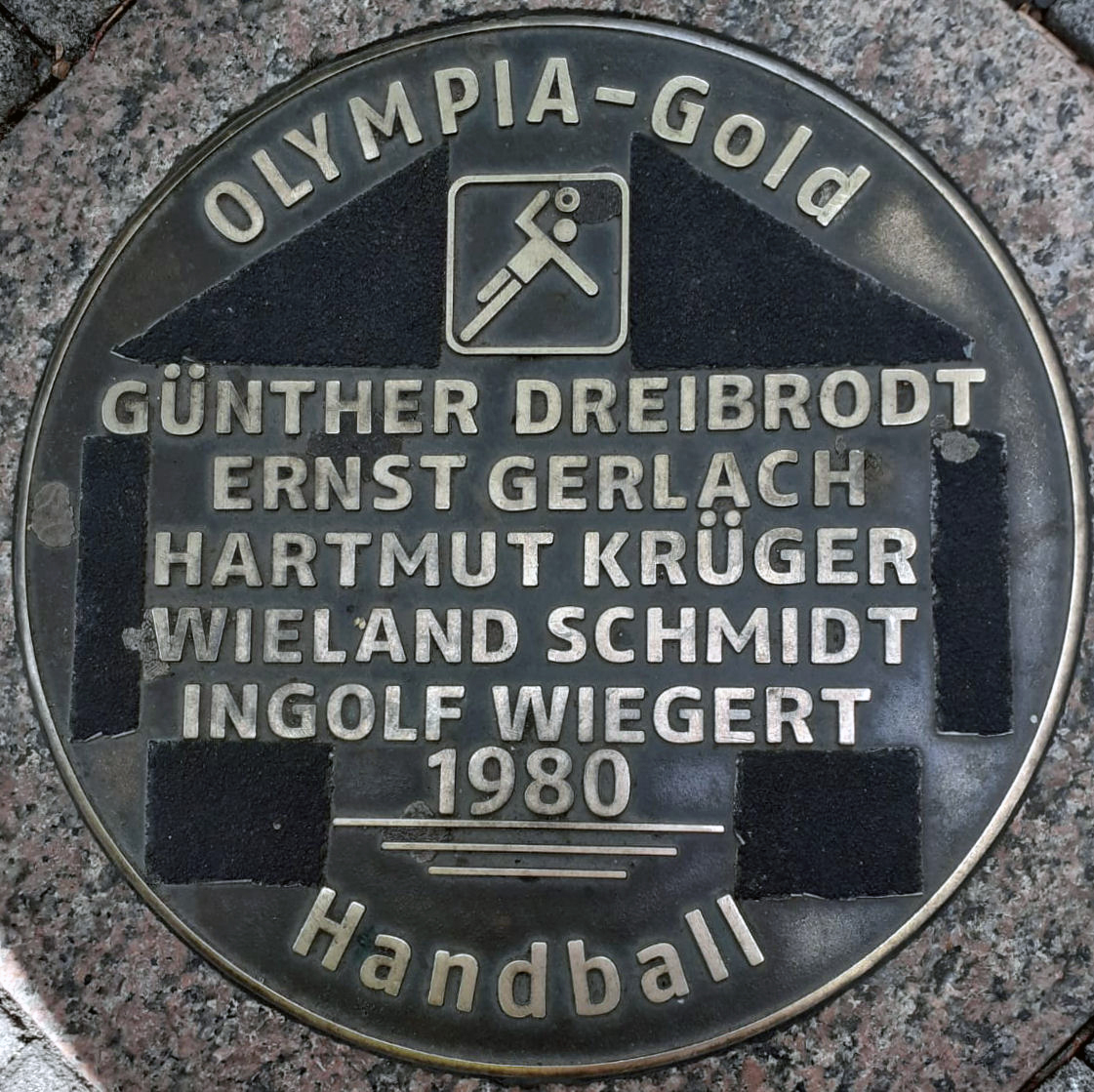
Sports Walk of Fame in Magdeburg

Ernst Gerlach (* 19. März 1947 in Schönebeck) ist ein ehemaliger deutscher Handballspieler. Seine Stammposition war Rückraum Mitte.
Er spielte in der DDR-Oberliga für den SC Magdeburg und gewann mit dem Verein 1970, 1977, 1980, 1981 und 1982 fünf Meistertitel. Außerdem holte er mit Magdeburg 1978 und 1981 den Europapokal der Landesmeister und 1981 die Europameisterschaft für Vereinsmannschaften. Erst mit 30 Jahren debütierte der Spielmacher der Magdeburger in der DDR-Nationalmannschaft. Er wurde 1978 Dritter bei der Weltmeisterschaft und 1980 bei den Olympischen Spielen in Moskau Olympiasieger. Insgesamt warf er 35 Tore in 47 Länderspielen.
1980 wurde Gerlach mit dem Vaterländischen Verdienstorden in Silber ausgezeichnet.